# Parablennius sierraensis
Parablennius sierraensis és una espècie de peix de la família dels blènnids i de l'ordre dels cipriniformes que es troba des de Cap Verd fins a Angola.